# تروی سندرز
تروی سندرز (به انگلیسی: Troy Jayson Sanders) متولد ۸ سپتامبر ۱۹۷۳، (۱۷ شهریور ۱۳۵۲) در آتلانتا ایالت جورجیا، بیسیست/خواننده گروه مستودون می‌باشد.